# باستیلیا
باستیلیا (به ایتالیایی: Bastiglia) یک کومونه در ایتالیا است که در استان مودنا واقع شده‌است. باستیلیا ۱۰٫۵ کیلومتر مربع مساحت و ۳٬۵۵۵ نفر جمعیت دارد و ۲۷ متر بالاتر از سطح دریا واقع شده‌است.